# 精品购物指南
《精品购物指南》是中華人民共和國第一份有刊号的都市消费类读物和第一份生活服务类周报，由中国经营报社主办，创刊于1993年1月8日。精品购物指南旗下還有生活時尚媒體。

## 外部連結
- 官方网站